# 바이시가노구
바이시가노구(Vaisigano)는 사모아의 행정구로 사바이섬 최서단에 위치한다. 행정 중심지는 아사우이며 면적은 178km2, 인구는 6,643명(2001년 기준)이다. 동쪽으로는 가가이포마우가구, 사투파이테아구와 접한다.